# Січинці

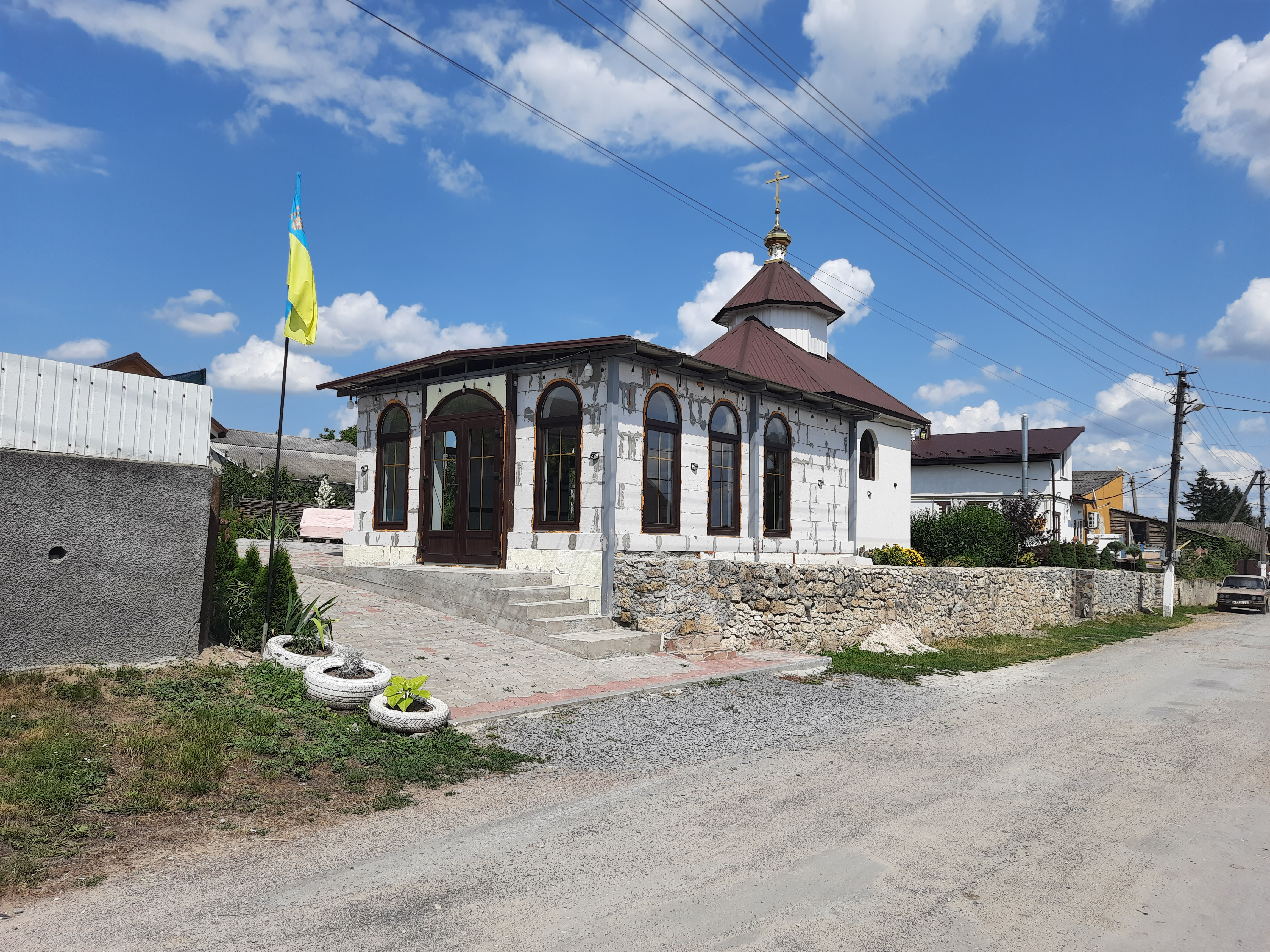
Православна церква

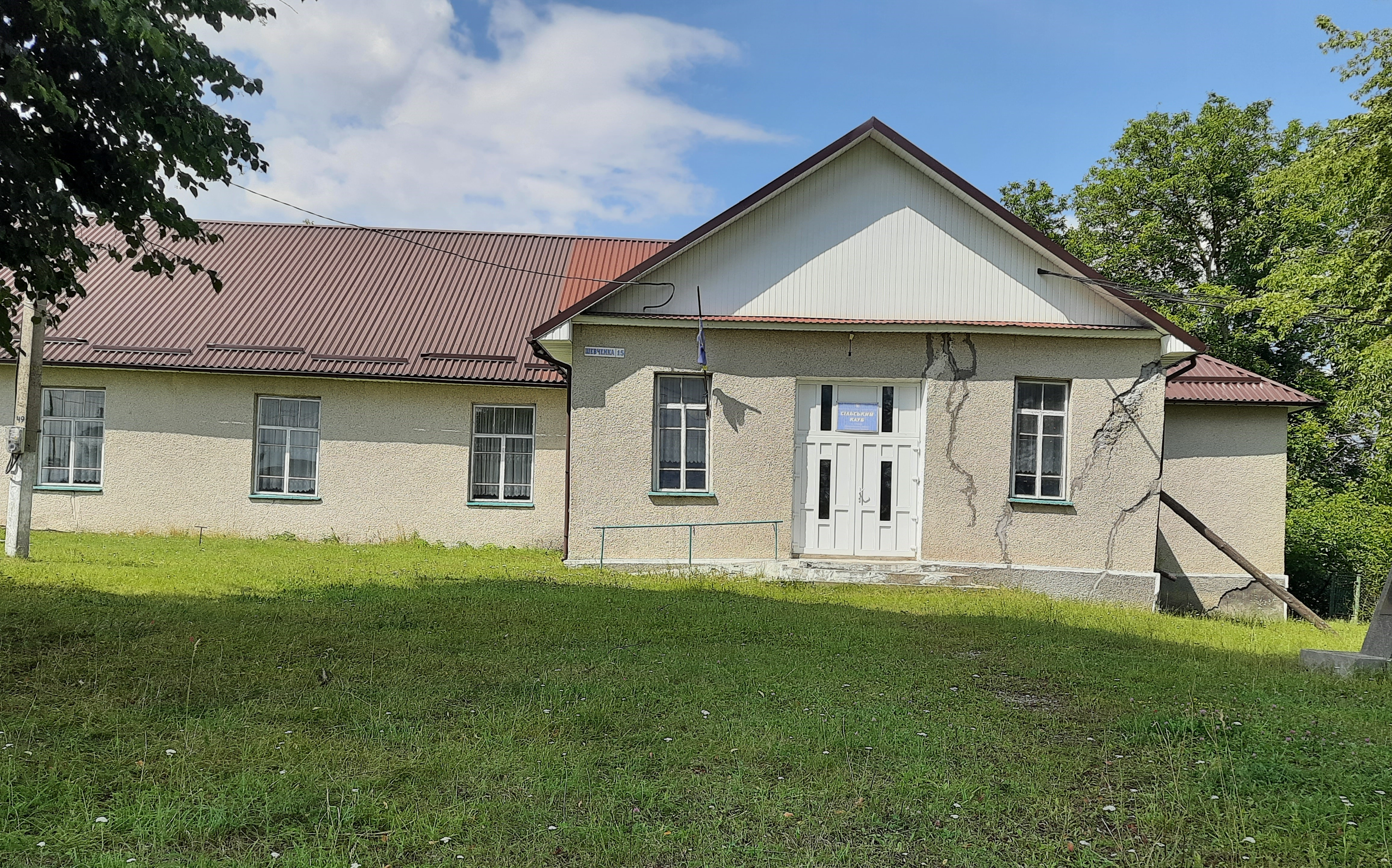
Клуб

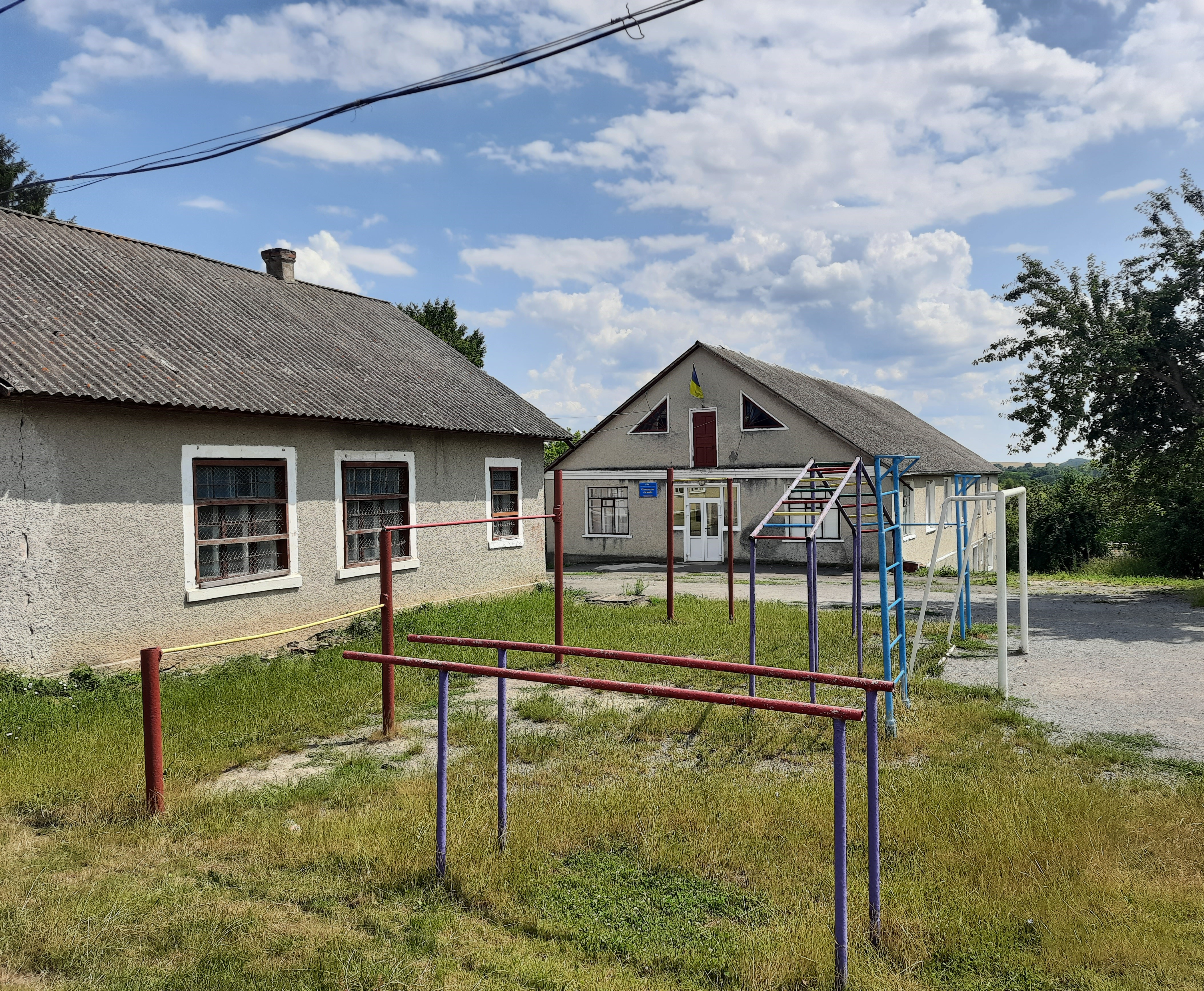
Школа

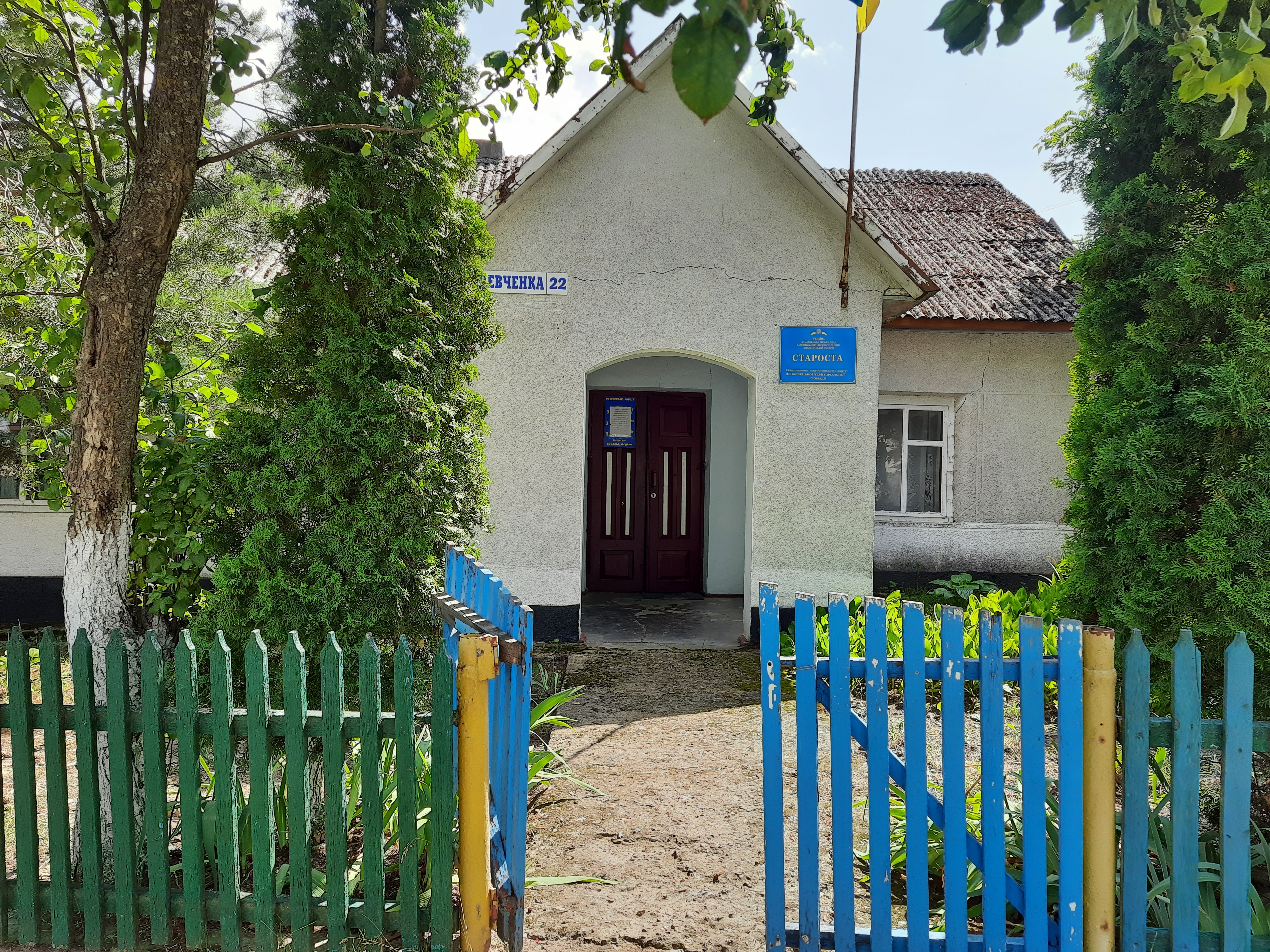
Старостат

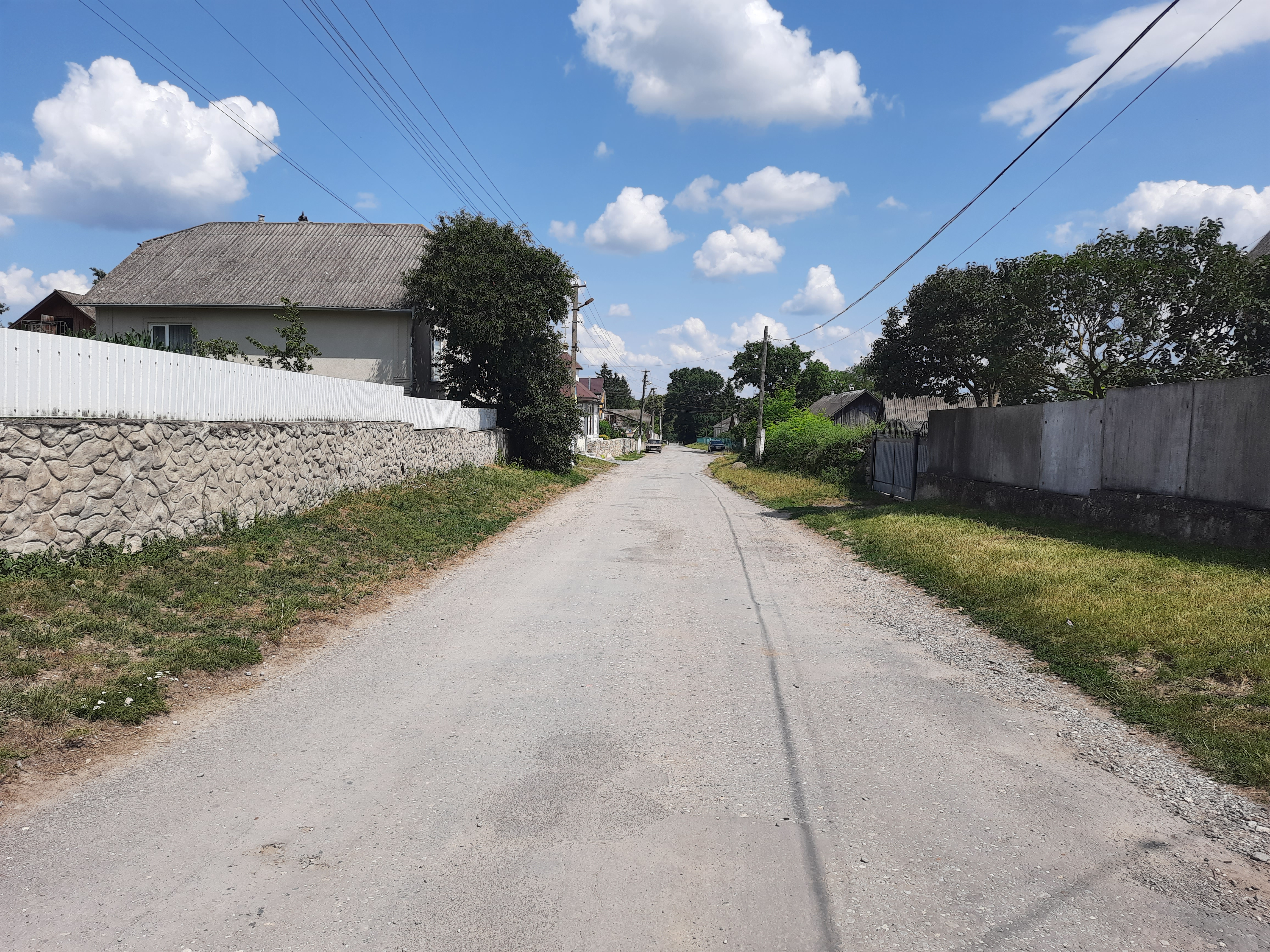
Сільська вулиця

Січи́нці — село в Україні, у Дунаєвецькій міській територіальній громаді Кам'янець-Подільського району Хмельницької області. Розташоване на річці Тернава, за 3 км від м. Дунаївці, за 28 км від залізничної станції Дунаївці та за 75 км від Хмельницького. Знаходиться у межах історико-географічної області — Поділля.

## Назва
За переказами село Січинці виникло на місці січі (побоїща) із турками або татарами.
Краєзнавець І. Кулаківський зазначає, що топоніми з суфіксом -івці вказують на вихідців з інших поселень. За структурою січинці (вони)- вихідці із Січина або Січини, які могли заселити територію сьогоднішнього села і дати йому свою назву..

## Географія
Село розташоване на півдні Хмельницької області по обох берегах річки Тернави (притоки Дністра). Січинці межують на півночі із містом Дунаївці, Найближчими сусідніми селами є Панасівка (на півдні), Заставля (на північному заході), Чаньків (на заході), Мушкутинці (на сході).
Січинці розташовані в зоні лісостепу на Подільській височині.

## Історія
1521 р. перша документальна згадка про Січинці зафіксована в Кам'янецькій земській книзі. На момент заснування Січинці перебували у складі Королівства Польського і входили у Подільське воєводство із центром у Кам'янці-Подільському.
Після об'єднання Королівства Польського із Великим князівством Литовським, Січинці увійшли до новоствореної держави — Речі Посполитої.
1648 року розпочалась визвольна війна українського народу під проводом гетьмана Богдана Хмельницького проти польського панування. Активні військові дії, в тому числі і на території краю призвели до повного спустошення Січинець, що було зафіксовано у даних подимного тарифу 1661 року. 1672 р. гетьман Петро Дорошенко визнав зверхність Османської імперії, після чого її армія вторгнулася на Поділля. Розпочалась польсько-турецька війна (1672—1676). Після якої був підписаний Бучацький договір, згідно якого Гетьманщина переходила під владу П. Дорошенка, а Поділля відійшло безпосередньо до Османської імперії як Кам'янецький еялет. У складі якого село знаходилось до 1699 р., після чого знову повернулось до Речі Посполитої, а на його землі повернулась польська адміністрація. У 1703 р. Ян Олександр Конєцпольський віддав у заставу Січинці та ще кілька населених пунктів жидачівському мечнику Каролю Максиміліану Крузеру за 10 тисяч злотих на 3 роки, так як гроші йому були потрібні для покладеної на нього функції комісара в справі розмежування із Османською імперією та керівництва створеного ним військового загону.
У 1729—1747 рр. селом володіли князі Любомирські, а із середини 18 століття Потоцькі.
1734 або 1737 році у Січинцях була побудована дерев'яна церква святого Миколая із трьома банями.
Під кінець 18 століття власниками дунаєвецького ключа (адміністративно-територіальна одиниця у складі Речі Посполитої) куди крім Січинець входило ще 13 населених пунктів стала сім'я Красинських. 1782 р. ним володів Ян Красинський — староста опіногродський. Володіючи ключем Красинські активно запрошують іноземних колоністів, переважно німців для розбудови місцевого господарства. Саме тоді у селі будується кам'яний млин (сьогодні не працює), що поряд вулиці Річкової.
Внаслідок поділів Речі Посполитої між Австрійською імперією, королівством Пруссія та Російською імперією 1793 року Подільське воєводство увійшло до складу Російської імперії як Подільська губернія. Січинці увійшли до складу Ушицького повіту Дунаєвецької волості, яка була заснована 1797 року. Польська і полонізована шляхта у своїй більшості склала присягу на вірність Російській імперії, тому залишилася власниками маєтків. Власницею дунаєвецького ключа, у той час була Антоніна Красинська. Сім'я Красинських володіла селом до 1850 року поки Вікентій Красінський не продав його Віктору Скибневському.
У 1890-х роках парафія у Січинцях разом із жителями села Панасівки налічувала 932 прихожан. Із 40-х років до 1886 р. до січинецької парафії відносились і жителі села Воробіївка. Наприкінці 19 століття крім жителів православного віросповідання у селі проживали католики, німці-протестанти та євреї. В загальному по парафії (села Січинці, Панасівка) в 1890-х роках крім православних проживало 252 католика, 39 німців-протестантів та 11 євреїв.
Крім церкви св. Миколая на місцевому кладовищі розташовувалась ще одна церква із каменю з однією банею, освячена в честь Різдва Пресвятої Богородиці. Церква збудована 1886 року місцевим священиком Варфоломієм Георгієвичом Маниловським на могилі його дружини (вартість будівництва 4500 рублів), під церквою знаходилась фамільна усипальня. У 1890 р. на тому ж кладовищі побудована кам'яна каплиця, а під нею усипальня поміщиці вдови генерал-лейтенанта із Воробіївки баронеси Софьї Єгорівни фон-Мейдель.
У 1887 році у Січинцях була відкрита церковно-парафіяльна школа, хоча наявність школи фіксується ще у 1885 р. Того ж 1885 року населення Січинець зафіксоване у кількості 510 осіб із 74 дворами, а згідно даних перепису населення Російської імперії за 1897 рік у Січинцях проживало 763 жителі, із них 666 православного віросповідання.
Джерела фіксують, що у 19 столітті крім традиційного землеробства жителі села займалися гончарством, виробництвом возів, деякі працювали на фабриках у місті Дунаївці, торгували свійськими тваринами, у селі праювало 4 млини та 3 господарства по виробництву сукна.
1891 року дунаєвецький ключ у Броніслава Скибневського купує Василь Степанович Завойко.
Після початку першої світової війни 19 серпня 1914 року біля Січинець відбувся бій між козаками 2-го Запорозького полку Кубанського війська і австрійськими гусарами. Після бою священик В. Маниловський поховав загиблих на місцевому кладовищі.
Внаслідок лютневої революції 1917 року, що призвела до падіння монархії у Російській імперії розпочався новий етап в історії села, який характеризувався частою зміною влади. Це було спричинено радянсько-українською війною, яка тривала з 1917 по 1921 рр.
З листопада 1917 до кінця січня 1918 р. Січинці перебували у складі Української Народної Республіки (далі УНР). У лютому село окупували радянські війська. Наприкінці лютого 1918 р. за допомогою австрійських військ у село повернулась українська влада. У середині квітня 1919 р. внаслідок наступу радянських військ село знову перейшло під контроль радянської влади. На початку червня того ж року поновлено владу УНР. Критичну ситуацію на фронтах врятував перехід через р. Збруч у липні Української Галицької армії, короткий час у Січинцях перебував штаб бригад її I-го корпусу. В листопаді 1919 р. дунаєвеччину, а з неї і село окупували польські війська, які повернули край під український контроль лише у липні 1920 року. 15-16 листопада 1920 року село остаточно перейшло під контроль радянських військ, формуються радянські органи влади. Починаючи із 1922 року село входить до Союзу Радянських Соціалістичних Республік.
Із 20-х років починає діяти січинецька трудова школа, а у 1923 р. розпочинається кампанія по ліквідації неписьменності.
1923 року Січинці увійшли до новоствореного Дунаєвецького району, який з 1932 р. перебував у Вінницькій області, а з 1937 р. був включений до Кам'янець-Подільської області. В 1932 р. у селі створений колгосп.
Внаслідок штучного голоду 1932—1933 рр. влаштованого радянською владою у селі загинуло близько 56 осіб.
Під час сталінських репресій 30-х — 50-х років у Січинцях було репресовано 13 осіб: 8 з них позбавлено волі або засуджено до вислання у інші райони Радянського Союзу, двох розстріляно, а трьох через певний час утримання звільнено з-під варти.
Під час другої світової війни у липні 1941 року Січинці зайняли німецькі війська. За час окупації було знищене майже все єврейське населення Дунаєвеччини. За період війни на фронтах загинуло 69 жителів села.
31 березня 1944 року 22 стрілецький корпус Червоної Армії витіснив німецькі війська із села та зайняв його.
В 1953 р. місцева школа стає семирічною, а пізніше дев'ятирічною.
Від 24 серпня 1991 року село перебуває у складі незалежної України.
Із початком російсько-української війни жителі Січинець В. В. Анреєв, І. В. Бражняк, С. О. Кушнір та інші взяли учать бойових діях та протидіяли російській агресії у Донецькій та Луганській областях України.
Колишній орган місцевого самоврядування — Січинецька сільська рада.

## Економіка
На території села знаходиться підприємство «Айстра», яке займається роздрібною торгівлею пальним.
Також працює три продуктових магазини і кафе.

## Населення
Населення становить 975 осіб станом на 1 січня 2011, в тому числі дітей дошкільного віку 53 чол., шкільного 111 чол. та 427 чол. пенсійного віку.

### Мова
Розподіл населення за рідною мовою за даними перепису 2001 року:
| Мова       | Кількість | Відсоток |
| ---------- | --------- | -------- |
| українська | 919       | 98.08 %  |
| російська  | 17        | 1.81 %   |
| білоруська | 1         | 0.19 %   |
| Усього     | 937       | 100 %    |

## Територія
Територія села дорівнює 645,2 га на яких розміщується 287 дворів.

## Освіта
На території села розташований дитячий садок «Веселка» та Січинецька школа-гімназія.

## Релігія

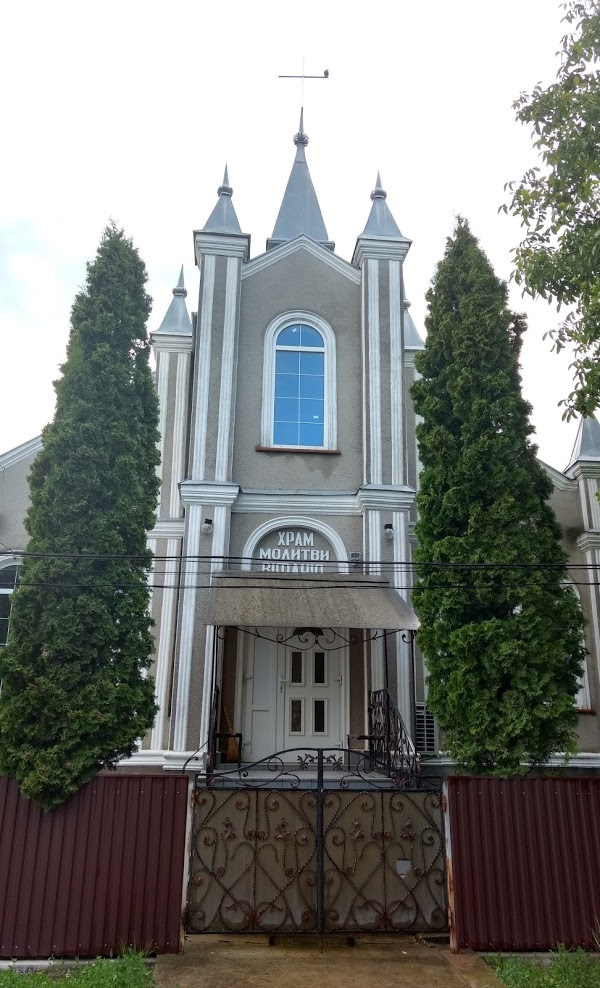
Храм молитви «Віфанія»

Більшість населення сповідує християнство східного обряду. Невелику частину становлять римо-католики, а також баптисти, які мають тут свою церкву. Кількість прихожан 35 чоловік.

## Пам'ятки
- Водяний млин (XVIII ст.)
- Пам'ятний знак на честь воїнів-односельчан (1968 р.)
- Січинецьке єврейське кладовище
- Пам'ятний знак жертвам голодомору 1932-33 років.
- Церква святого Миколая і дзвіниця знищені радянською владою у 1930-ті роки.

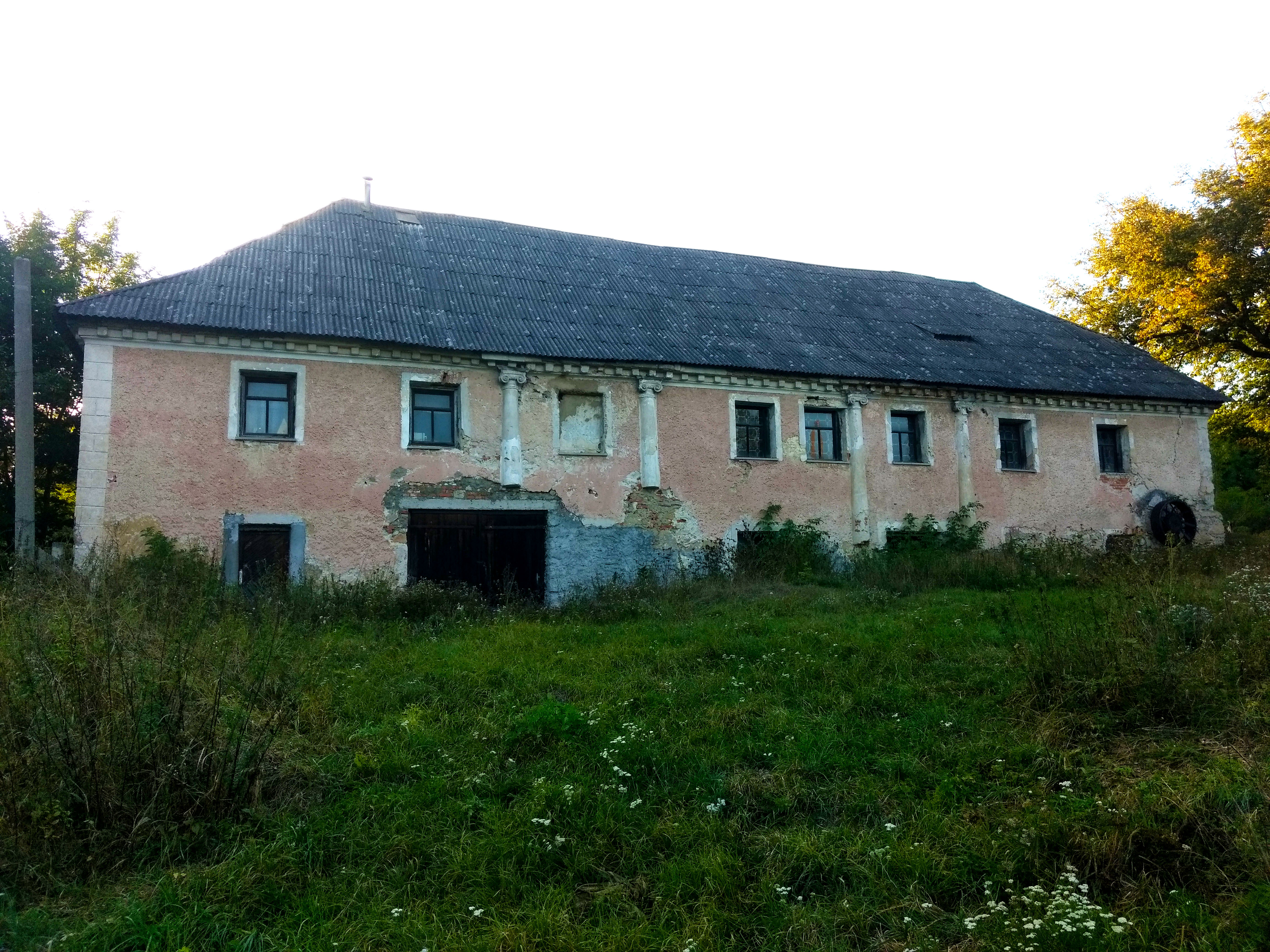
Водяний млин XVIII століття
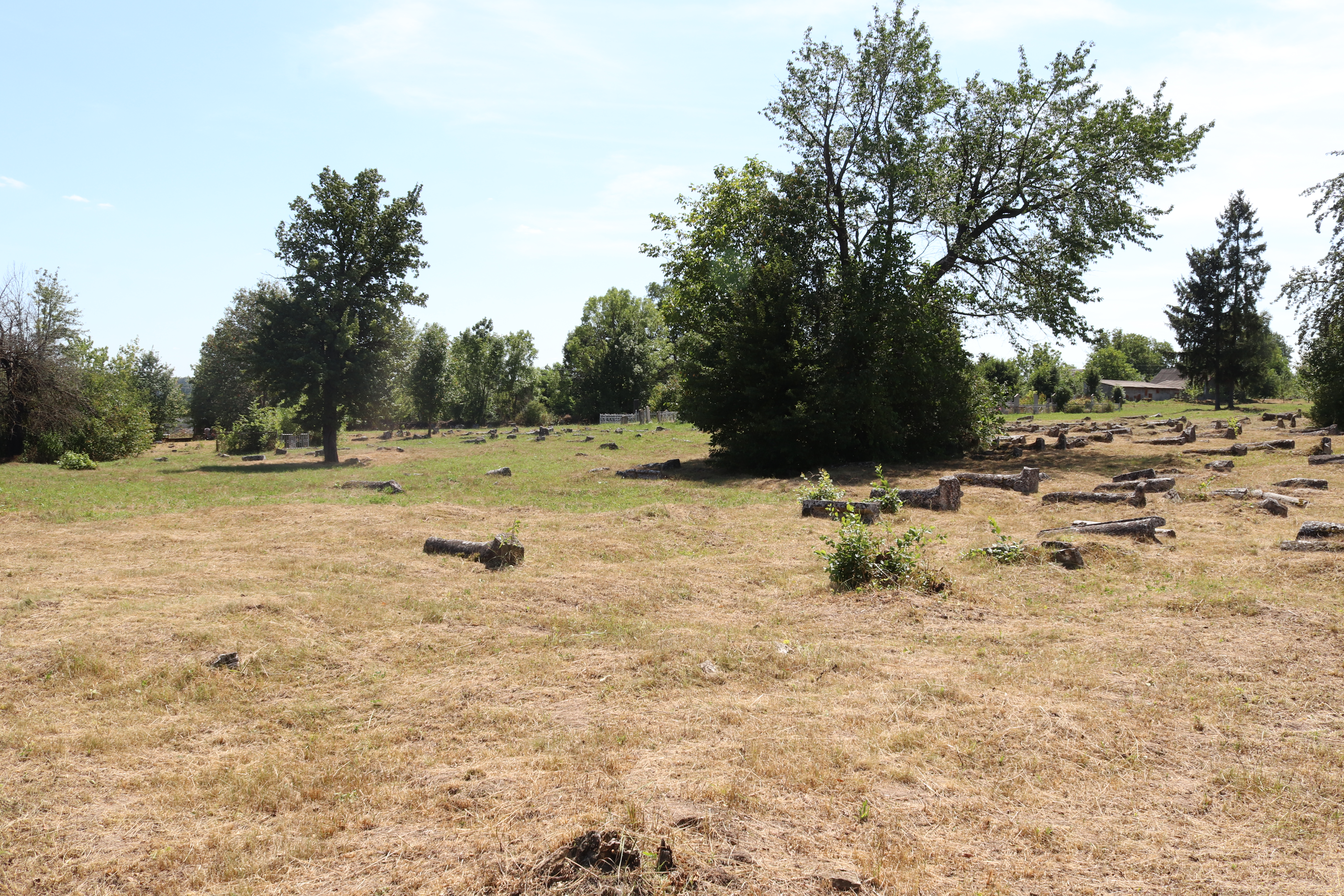
Єврейське кладовище
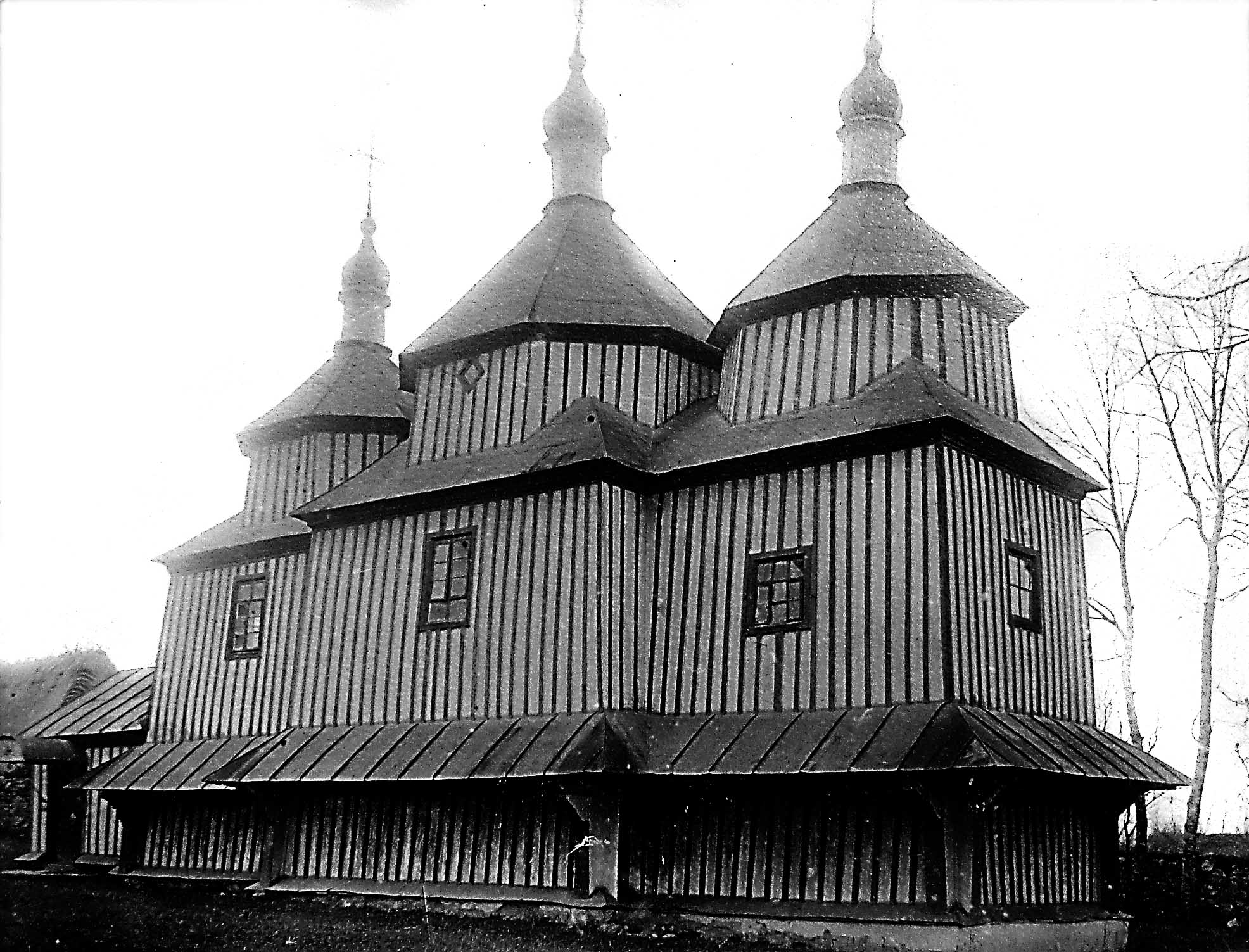
Церква святого Миколая. Фото Павла Жолтовського
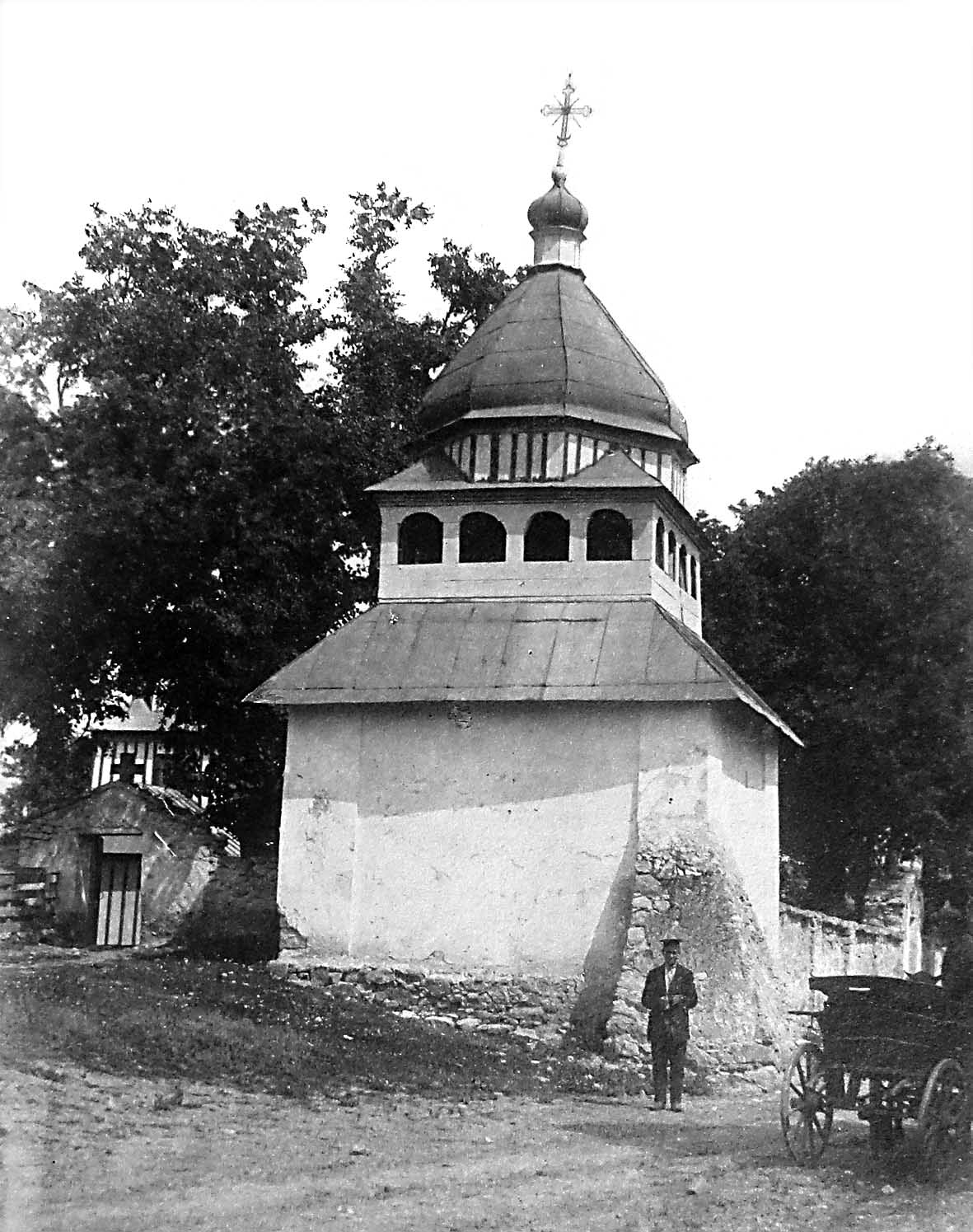
Дзвіниця церкви.Фото Павла Жолтовського

## Уродженці села
- Ясинський Цезар Володимирович.-(*29.07.1925) — лікар, професор. У 1955 р. закінчив з відзнакою Вінницький медичний інститут. Працював на посадах головного лікаря у Теофіпольському /Теофіпольський, Меджибіському / Меджибіський та Хмельницькому /Хмельницький районах на Поділлі. У 1963 р. закінчив аспірантуру Вінницького медінституту, у 1966-му — захистив кандидатську, у 1989-му — докторську дисертації. З 1968 р. працював у Чернівецькому медичному інсттуті /Чернівецький медичний інститут старшим викладачем кафедри соціальної гігієни та організації охорони здоров'я. У 1972 р. присвоєно звання доцента, у 1992-му — професора. Ц. В. Ясинський завідувач кафедри організації здоров'я в 1972—1982 рр., 1985—1988., соціальної гігієни, організації охорони здоров'я в 1993—1997 рр., соціальної медицини, організації охорони здоров'я та суспільних наук з 1997 р., професор. Автор 147 наукових праць, шести методичних рекомендацій, п'яти методичних посібників. Здійснив винахід, який відзначено почесним дипломом Міжнародної виставки «Кардиология 82». Під керівництвом професора Ц. В. Ясинського підготували і захистили дисертації понад десять медиків.